# Prosopocera mediomaculata
Prosopocera mediomaculata är en skalbaggsart som beskrevs av Stefan von Breuning 1938. Prosopocera mediomaculata ingår i släktet Prosopocera och familjen långhorningar. Inga underarter finns listade i Catalogue of Life.